# Nettelbeck (Schiff, 1935)
Die Nettelbeck war ein Zollkreuzer des Reichsfinanzministeriums. Er war nach dem pommerschen Seefahrer und Volkshelden Joachim Nettelbeck benannt. Unter geändertem Namen wurde das Schiff ab 1939 als U-Boot-Jäger und Flakträger von der Kriegsmarine eingesetzt.

## Bau und technische Daten
Das Schiff, das erste von drei Schiffen seiner Klasse, lief am 7. Oktober 1935 auf der Werft Nobiskrug in Rendsburg mit der Baunummer 442 vom Stapel. Es war 42,8 m lang und 6,4 m breit und hatte 2,65 m Tiefgang. Die Verdrängung beträgt 770 Tonnen. Zwei 10-Zylinder-Dieselmotoren mit zusammen 3200 PS ermöglichten eine Höchstgeschwindigkeit von 21 Knoten.

## Geschichte
Der neue Zollkreuzer wurde am 6. Dezember 1935 in Dienst gestellt und operierte vor der pommerschen Küste in der Ostsee. Am 1. August 1939, im Zuge der deutschen Vorbereitungen für den Überfall auf Polen, wurde das Schiff von der Kriegsmarine requiriert, wobei es, weil diese bereits über ein Schiff namens Nettelbeck verfügte, die Bezeichnung UJ 171 erhielt. Als U-Jäger bewaffnet wurde UJ 171 bei der Ende Juli in Kiel gebildeten 17. U-Bootjagd-Flottille in Dienst gestellt. Der Flottille wurden auch die beiden Schwesterschiffe Freiherr vom Stein als UJ 172 und Yorck als UJ 174 zugewiesen. Die Flottille versah Dienst in der Ostsee einschließlich der dänischen Belte und Sunde. 
Am 1. Juni 1940 wurde das Schiff, gemeinsam mit dem Schwesterschiff UJ 174 (ex Yorck), zur mit Wirkung vom 1. Juli 1940 neu gebildeten 2. Flak-Jäger-Gruppe (Nordsee) transferiert, die in der westlichen Nordsee britische Flugzeuge bekämpfen sollte und im November des Jahres zur 2. Flak-Jäger-Flottille erweitert und demgemäß umbenannt wurde. Nach entsprechender Umrüstung (Bewaffnung mit einer 3,7-cm-Zwillings-Flak und zwei Fla-MGs) erhielt es am 25. Juni 1940 die neue Bezeichnung FL.J 26. Die ehemalige Yorck erhielt die Bezeichnung FL.J 25. Aufgabe der Flottille war der Fla-Schutz des Schiffsverkehrs im Raum Den Helder, Borkum, Emden, Wesermünde und Bremen. 
Nach der Auflösung der Flottille am 25. April 1943 wurde das Schiff am 1. Mai 1943 der in der Ostsee eingesetzten 3. Minensuchflottille zugewiesen. Dort wurde es im Juni 1944 bei einem Luftangriff durch sowjetische Flugzeuge beschädigt, aber wieder instand gesetzt. 
Nach Kriegsende wurde das Schiff der Sowjetunion als Kriegsbeute zugesprochen. Es diente dann ab Dezember 1945 als Bergungsfahrzeug mit der Bezeichnung PS-5 in der sowjetischen Nordflotte und soll 1967 abgewrackt worden sein.